# Oranjekuifkaketoe
De oranjekuifkaketoe (Cacatua citrinocristata) is een vogel uit de orde der papegaaiachtigen en de familie der kaketoes. De vogel werd in 1844 door de Britse vogelkundige Louis Fraser geldig beschreven. Daarna werd hij als ondersoort van de kleine geelkuifkaketoe beschouwd. Volgens onderzoek uit 2014 is de soortstatus op grond van uiterlijke verschillen terecht.

## Uiterlijk
De oranjekuifkaketoe is de kleinste van de geelkuifkakatoes. Qua uiterlijk is de vogel bijna gelijk aan de kleine geelkuifkaketoe, echter is de kuif en de vlek op het oor lichtoranje van kleur. De poten en de grote krachtige snavel zijn donkergrijs van kleur. De onderzijde van de vleugels en staart zijn vaalgeel gekleurd. De iris is donkerbruin. De oogring is wit.

## Leefgebied
De vogel is endemisch in Indonesië op het eiland Soemba en de Kleine Soenda-eilanden. Hij geeft de voorkeur aan bosrijke en gecultiveerde omgevingen.

## Voedsel
De vogel is overwegend vegetarisch. Het menu bestaat uit zaden, bessen, vruchten, noten en kruiden aangevuld met insecten en larven.

## Status
Ook deze soort wordt ernstig met uitsterven bedreigd. De sterke afname van de populatie heeft met name te maken met het verlies van leefgebied en de illegale vogelhandel. Al in 1993 werden van deze soort nog minder dan 2.000 exemplaren in het wild geteld. Deze vogel is opgenomen op Bijlage I van CITES.

## In gevangenschap
Deze kaketoe soort is populair in gevangenschap. Met de hand opgevoede vogels staan bekend om hun sociale en vriendelijke karakter. Net zoals de meeste kaketoes kunnen ze erg luidruchtig zijn. De vogels zijn niet erg goed in het imiteren van geluiden van mensen. Wel leren ze snel trucjes en zijn ze eenvoudig te trainen. De oranjekuifkaketoe heeft behoefte aan erg veel aandacht en afleiding.

## Afbeeldingen

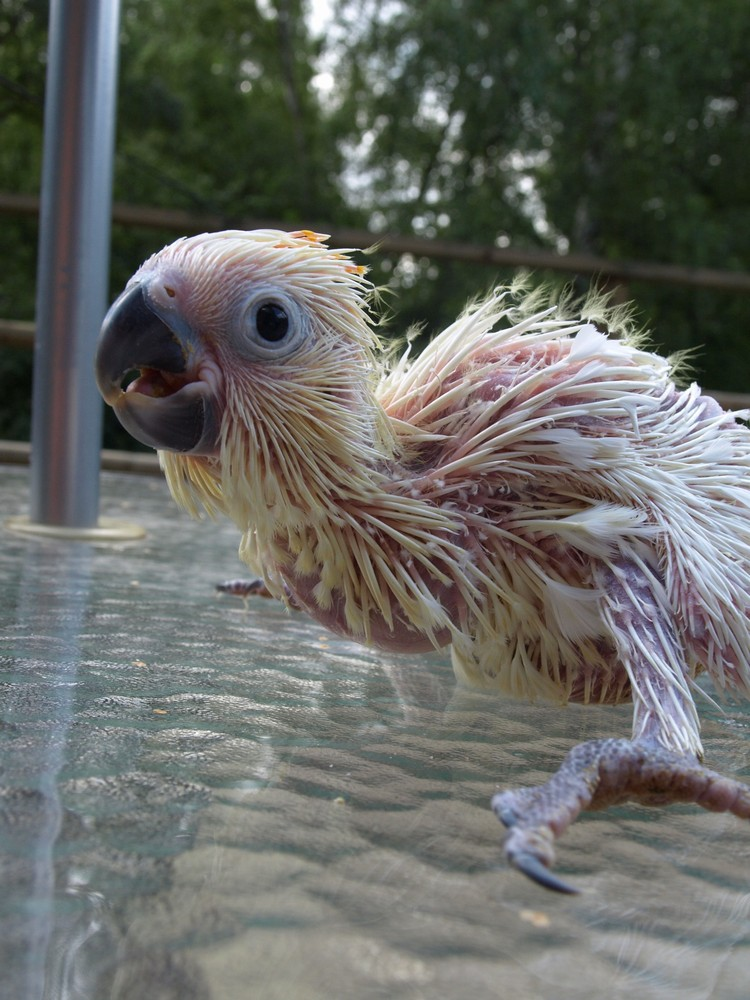
Oranjekuifkaketoe kuiken
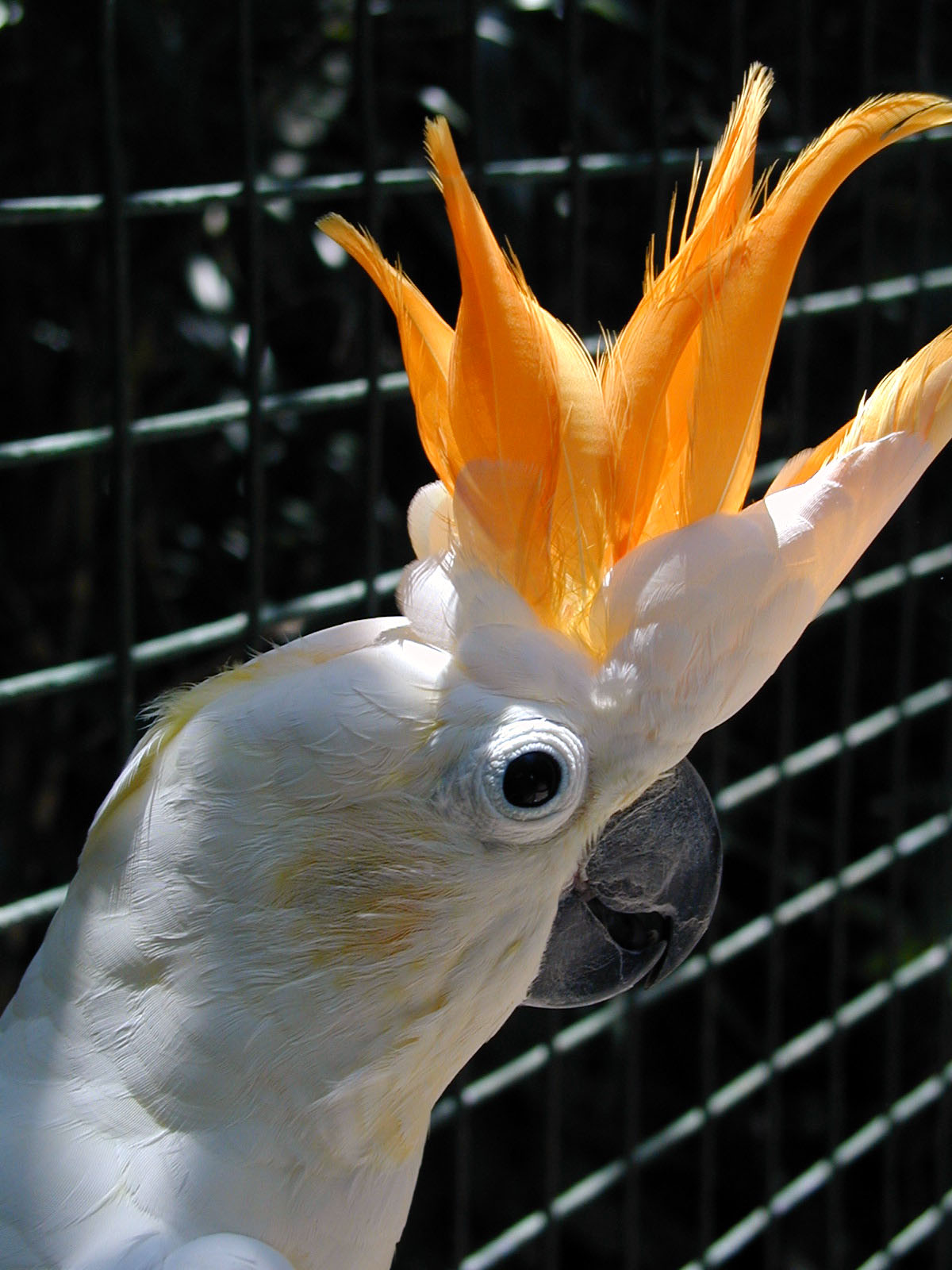
Opstaande kuif
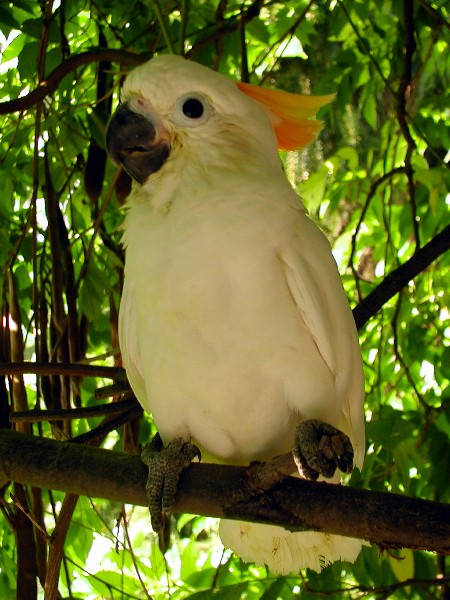
Oranjekuifkaketoe
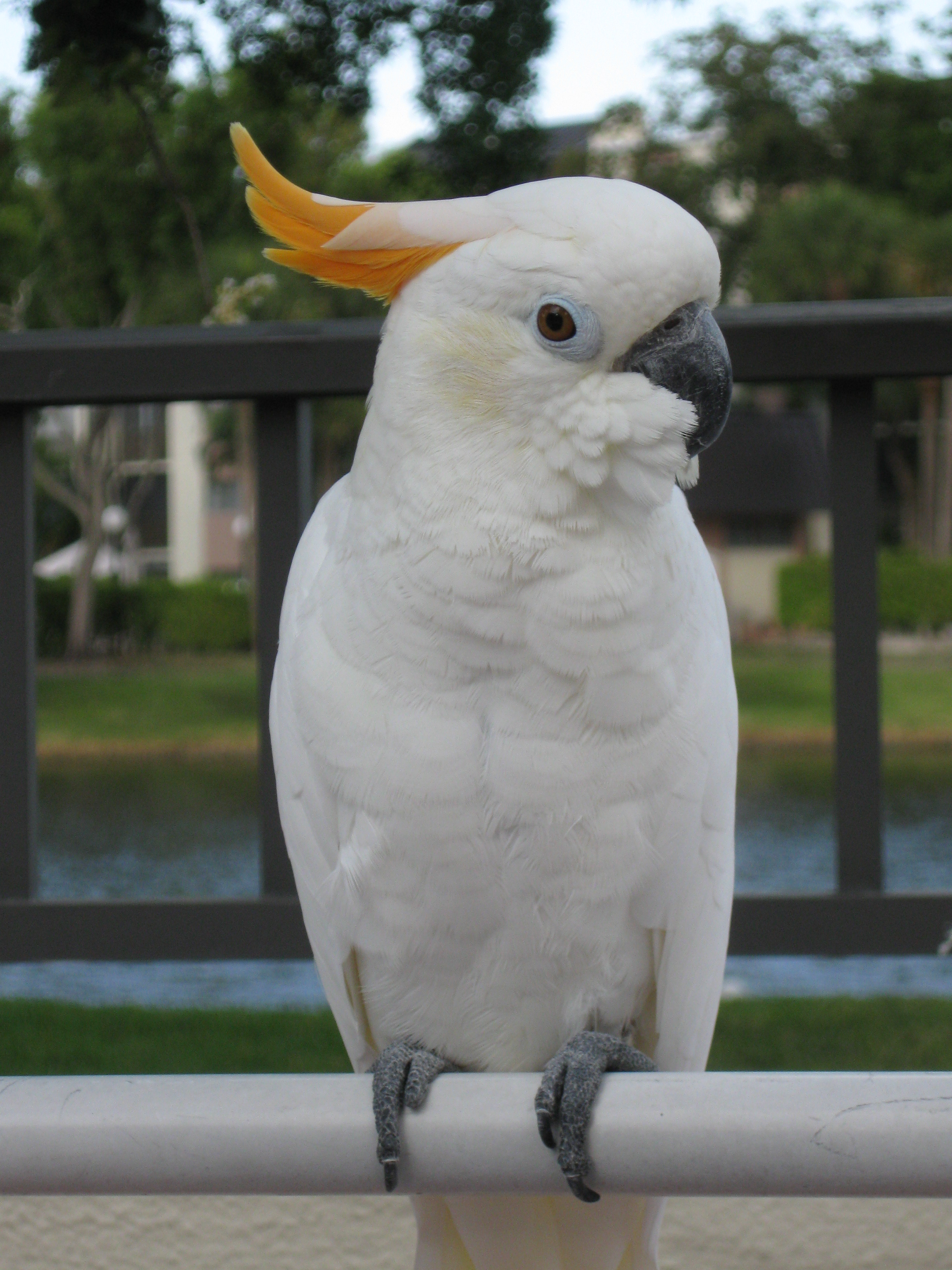
Oranjekuifkaketoe in gevangenschap